# Lacey (Washington)
Lacey ist eine City im Thurston County, Washington, USA. Die Stadt ist ein Vorort von Olympia und kam bei der Volkszählung im Jahr 2020 auf 53.526 Einwohner.
Damit ist sie auf Platz 25 der größten Städte im Bundesstaat Washington.

## Geschichte
Lacey hieß ursprünglich Woodland nach den Siedlern Isaac und Catherine Wood, die dort 1853 Land beanspruchten. 1891 hatte die Stadt Woodland genügend Einwohner, um ein Postamt zu beantragen. Die Anfrage wurde abgelehnt, da es bereits eine Stadt namens Woodland am Columbia River gab. Der Name Lacey stammt vermutlich von O. C. Lacey, dem örtlichen Friedensrichter. Die kleinen Siedlungen Woodland und Chambers Prairie schlossen sich in den 1950er Jahren zu Lacey zusammen. Die Stadt Lacey wurde erst 1966 offiziell eingemeindet. Zu dieser Zeit waren die Hauptindustrien Vieh, Milch, Forstprodukte und Einzelhandel. Lacey wurde eine Pendlerstadt für Olympia, Fort Lewis und bis zu einem gewissen Grad Tacoma; In den letzten Jahren haben Geschäftsentwicklungen, Gemeindegruppen und Bevölkerungswachstum Lacey jedoch dazu veranlasst, sich zu einer eigenständigen Stadt zu entwickeln.

## Besonderes
Lacey ist die zwölfte Stadt, die von der US-amerikanischen Umweltschutzbehörde als offizielle „Green Power Community“ für die Nutzung erneuerbarer Energiequellen ausgezeichnet wurde. 5 Prozent des gesamten Energieverbrauchs stammen aus Ökostromquellen. [15] Die Stadt bemüht sich um die Umsetzung ihrer Initiative für alternative Energie, die die Nutzung von 100 Prozent Ökostrom in allen städtischen Gebäuden, Parks, Versorgungsunternehmen sowie 3000 Straßenlaternen und Verkehrssignalen vorsieht und Besuchern und Mitarbeitern im Rathaus Ladestationen für Elektrofahrzeuge zur Verfügung stellt und Bibliothekscampus und Beginn der Umstellung der städtischen Flotte auf energieeffiziente Fahrzeuge, die mit Elektrizität, Hybridtechnologie und 80/20 Biokraftstoff betrieben werden. Im Jahr 2009 wurde Laceys Messe für alternative Energien mit dem Award of Excellence for Events, Fairs ausgezeichnet und Festivals von der Washington Recreation and Park Association. Lacey hat seit 26 Jahren die Auszeichnung „Tree City, USA“ von der National Arbor Day Foundation erhalten.